# Сологино
Сологино — деревня в Московской области России, в Лотошинском районе. Сологино находится в 12 километрах на восток от посёлка Лотошино. Вдоль деревни протекает река Городня, которая впадает в реку Лама.
По данным Всероссийской переписи 2010 года численность постоянного населения деревни составила 28 человек (13 мужчин, 15 женщин).

## История
В царские времена деревня была барской. Местные жители платили оброк барину натуральным хозяйством. Барин жил в ближайшей деревне Узорово.
В те времена люди жили очень бедно, дома были маленькими с тремя оконцами, крытые соломой. Но жители жили дружно. Престольным праздником в деревне был праздник Святого Николая Чудотворца (22 мая и 19 декабря).
Деревню окружают густые леса, большие ровные поля. Это позволило жителям заниматься сельским хозяйством: выращивать лён, который пользовался большим спросом в Англии, Германии; а также выращивали зерновые, клевер. В зимнее время из числа крестьян создавались плотницкие артели, силами которых в округе строились дома. Местные жители также занимались ремесленничеством: делали грабли, веретена и продавали на рынке в Яропольце.
В 1930 г. был организован колхоз «Имени 1 мая», который просуществовал до 1949 года. До 1939 года существовал Сологинский сельсовет.
В декабре 1941 г. в Сологино были немцы. Все местные жители были изгнаны в лес. В лесу они жили в землянках целый месяц. Многие взрослые и дети умирали от голода и холода. Военные действия в деревне не велись, но на берегу протекающей рядом реки Ламы до сих пор можно увидеть сохранившиеся до нашего времени окопы и блиндажи. По рассказам местных жителей, там занимали оборону кремлёвские курсанты, но бой не состоялся.
В послевоенные годы колхоз «Имени 1 мая» был реорганизован в связи с объединением с другими ближайшими колхозами в совхоз «Достижение».
В деревне были такие постройки, как фермы, телятники, склады, мастерская, кузница, торговая продуктовая лавка, начальная школа, кирпичный завод, которые до настоящего времени не сохранились.
Сегодня[когда?]

 в деревне всего насчитывается 60 домов, в восьми из которых постоянно проживают местные жители-пенсионеры.

## Население
| 1852 | 1859 | 1926 | 2002 | 2006 | 2010 |
| ---- | ---- | ---- | ---- | ---- | ---- |
| 271  | ↗277 | ↗378 | ↘20  | ↘15  | ↗28  |